# Synagoge Borgholz

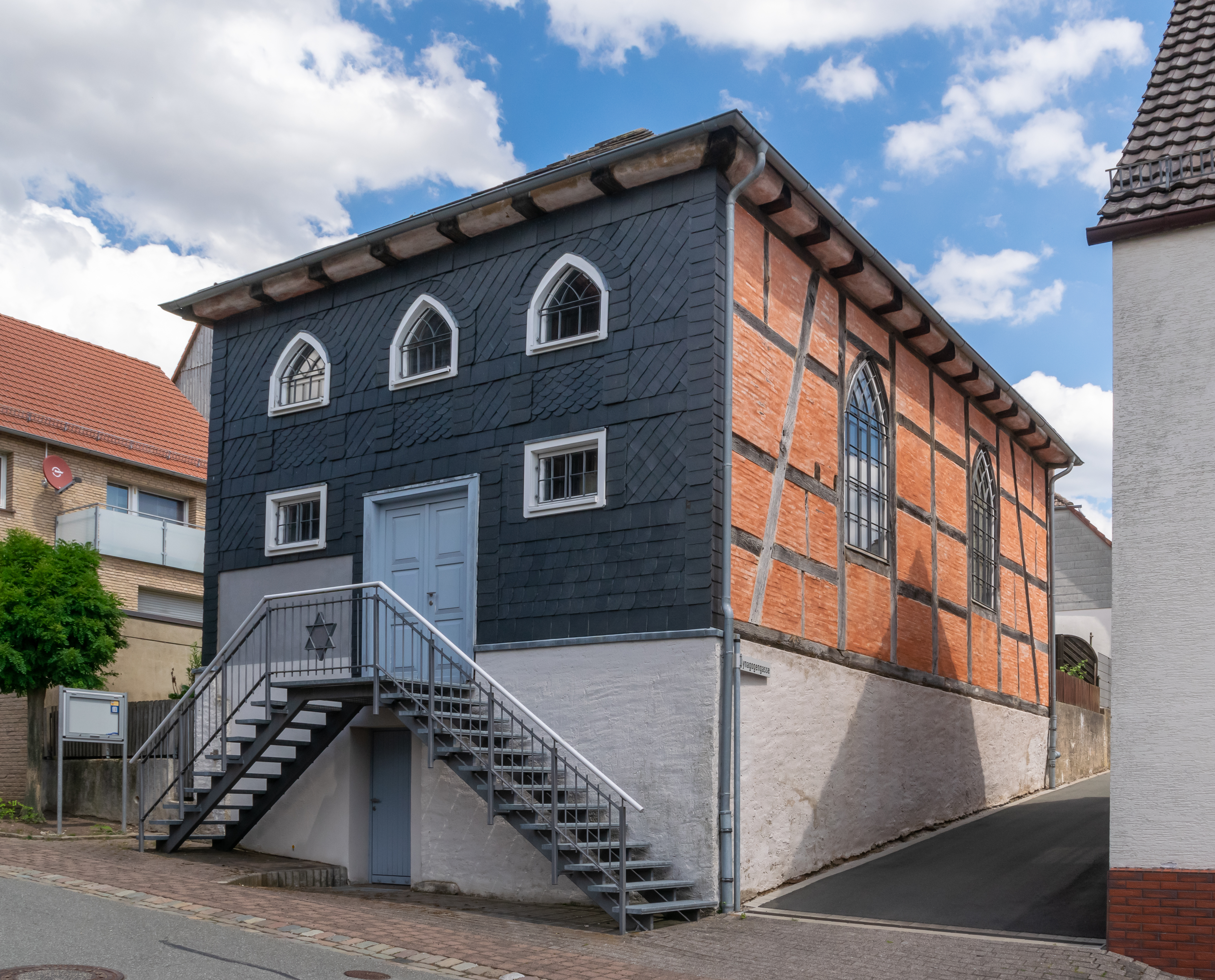
Synagoge

Die Synagoge ist ein denkmalgeschütztes jüdisches Gotteshaus in der Kleinen Str. 8 in Borgholz, einem Stadtbezirk von Borgentreich im Kreis Höxter (Nordrhein-Westfalen). Das Gebäude war im August 1999 das erste Baudenkmal, das als Denkmal des Monats in Westfalen-Lippe ausgezeichnet wurde.

## Geschichte und Architektur
Der rechteckige Saalbau mit einem Anbau für den Toraschrein wurde 1838 errichtet. Der Bau aus Fachwerk, unter einem flach geneigtem Walmdach, ist durch spitzbogige Fenster gegliedert.  
Nachdem die Synagoge bereits Anfang 1937 in einer lokalen Einzelaktion durch Fenstereinwürfe, Aufbrechen der Tür sowie Verwüstung der Inneneinrichtung geschändet worden war, wurde sie während der Novemberpogrome 1938 erneut Ziel von Ausschreitungen. Mobiliar, Gebetbücher und sonstige Gegenstände wurden auf der Straße vor der Synagoge verbrannt. Grundstück und Gebäude wurden anschließend „arisiert“ und seither als Lagerraum fremdgenutzt. Nach 1945 wurde die Freitreppe entfernt, der Fußboden abgesenkt und ein Tor eingefügt, um in das Gebäude einfahren zu können. Von 1995 bis 1998 fand eine umfangreiche Renovierung statt. Die Außentreppe wurde erneuert. Die Wände sind mit schmalen, rot geschlämmten Backsteinen ausgefacht. Das ursprünglich aufgemalte Fugennetz wurde nicht wiederhergestellt. Im Inneren führt eine Wendeltreppe aus Holz zur Frauenempore. Die dritte Raumfassung von 1863 ist erhalten, sie wurde 1994 gereinigt, die Gebrauchsspuren wurden belassen. 
Im östlichen Hagen wurde Ende des 18. Jahrhunderts, außerhalb der ehemaligen Befestigung, ein Jüdischer Friedhof angelegt, auf dem heute Grabsteine des 19. und 20. Jahrhunderts stehen.